# Vollstreckungsverzicht
Der Begriff Vollstreckungsverzicht ist ein Begriff aus der Rechtswissenschaft / Rechtspraxis. Der Begriff ist gesetzlich nicht definiert. Verstanden wird hierunter allgemein die Erklärung des Berechtigten, dass aus einem Vollstreckungstitel nicht mehr vollstreckt wird. Bedeutung erlangt diese Erklärung v. a. im bürgerlichen Recht. Es sind hier vielfältige Situationen denkbar, in welchen ein Vollstreckungstitel (z. B. Gerichtsurteil) nachträglich materiell unrichtig wird (z. B. Zahlungsurteil nach Erfüllung, Unterhaltstitel nach Änderung der wirtschaftlichen Verhältnisse). Die Rechtsordnung sieht für solche Fälle Rechtsbehelfe des Titelschuldners vor (z. B. Vollstreckungsgegenklage nach § 767 ZPO, Abänderungsantrag nach § 323 ZPO oder § 238 FamFG). Es ist umstritten, ob der Titelgläubiger durch die Erklärung eines (unbedingten) Vollstreckungsverzichtes erreichen kann, dass für solche Rechtsbehelfe das Rechtsschutzinteresse entfällt. In der Rechtsprechung wird dies bejaht, soweit es um Titel geht, in welchen wiederkehrende Leistungen tituliert sind.
Hintergrund ist offenbar die Erwägung, dass Titel auf wiederkehrende Leistungen regelmäßig materiell unrichtig werden können. Anschaulich ist dies z. B. für Unterhaltstitel, in welchen die Zahlung von monatlichen Unterhaltsbeträgen tituliert ist. Wenn hier der Unterhaltsschuldner regelmäßig zahlt, wird der Titel jeden Monat (zu einem Teil) materiell unrichtig, da die titulierte Unterhaltspflicht für den betreffenden Monat durch die Zahlung erfüllt wird und erlischt. Die Rechtsprechung will offenbar vermeiden, dass in solchen Fällen regelmäßig eine Teilvollstreckungsgegenklage oder eine Teilabänderungsklage erhoben werden kann. Vielmehr soll es genügen, wenn der Titelgläubiger (Teil-)Vollstreckungsverzicht erklärt. Z. B. wenn der Unterhaltsgläubiger nach Zahlung auf den Monat Mai erklärt, aus dem Unterhaltstitel nicht mehr für Mai zu vollstrecken (was in der Praxis oft, aber eben nicht immer, eine Selbstverständlichkeit ist). Aus der Wissenschaft/Literatur wird vereinzelt kritisiert, dass nach Erklärung eines Vollstreckungsverzichtes das Rechtsschutzbedürfnis für Vollstreckungsgegenklage oder Abänderungsklage entfallen soll; überzeugender sei, dem Titelschuldner nicht das Rechtsschutzbedürfnis abzusprechen, sondern ihn (als Obliegenheit zur Abwendung von § 93 ZPO bei späterer Klageerhebung) darauf zu verweisen, auf seine Kosten zunächst eine Umschreibung bzw. Austausch des Vollstreckungstitels nach §§ 724, 733 ZPO anzuregen.
Die Problematik um den Vollstreckungsverzicht und dessen Auswirkungen auf die Vollstreckungsgegenklage des Titelschuldners erlebt derzeit eine „Renaissance“. Denn in letzter Zeit wurden vermehrt Vollstreckungsgegenklagen erhoben, welche sich gegen die Vollstreckbarkeit von Grundschuldurkunden wendeten, allerdings beschränkt auf die Teile der (als Nebenforderung mittitulierten) Zinsen, welche bereits verjährt waren. Die Mehrzahl der Gerichte will offenbar auch in diesen Fällen, d. h. wenn wiederkehrende Leistungen als Nebenforderung tituliert sind und sich die Vollstreckungsgegenklage auf diese beschränkt, das Rechtsschutzbedürfnis für die Vollstreckungsgegenklage bei erklärtem Vollstreckungsverzicht entfallen lassen. Der BGH hat eine Gelegenheit zur Klarstellung aus formalen Gründen jüngst verstreichen lassen. Aus der Literatur wird darauf hingewiesen, dass auch für die Fälle verjährter Grundschuldzinsen nicht das Rechtsschutzbedürfnis aufgrund eines Vollstreckungsverzichts zu verneinen sei, sondern auch hier dem Titelschuldner (zur Abwendung von § 93 ZPO bei späterer Klageerhebung) aufzuerlegen sei, zunächst auf seine Kosten eine Auswechslung des Titels nach §§ 724, 733 ZPO zu versuchen.